# Червона і синя таблетки

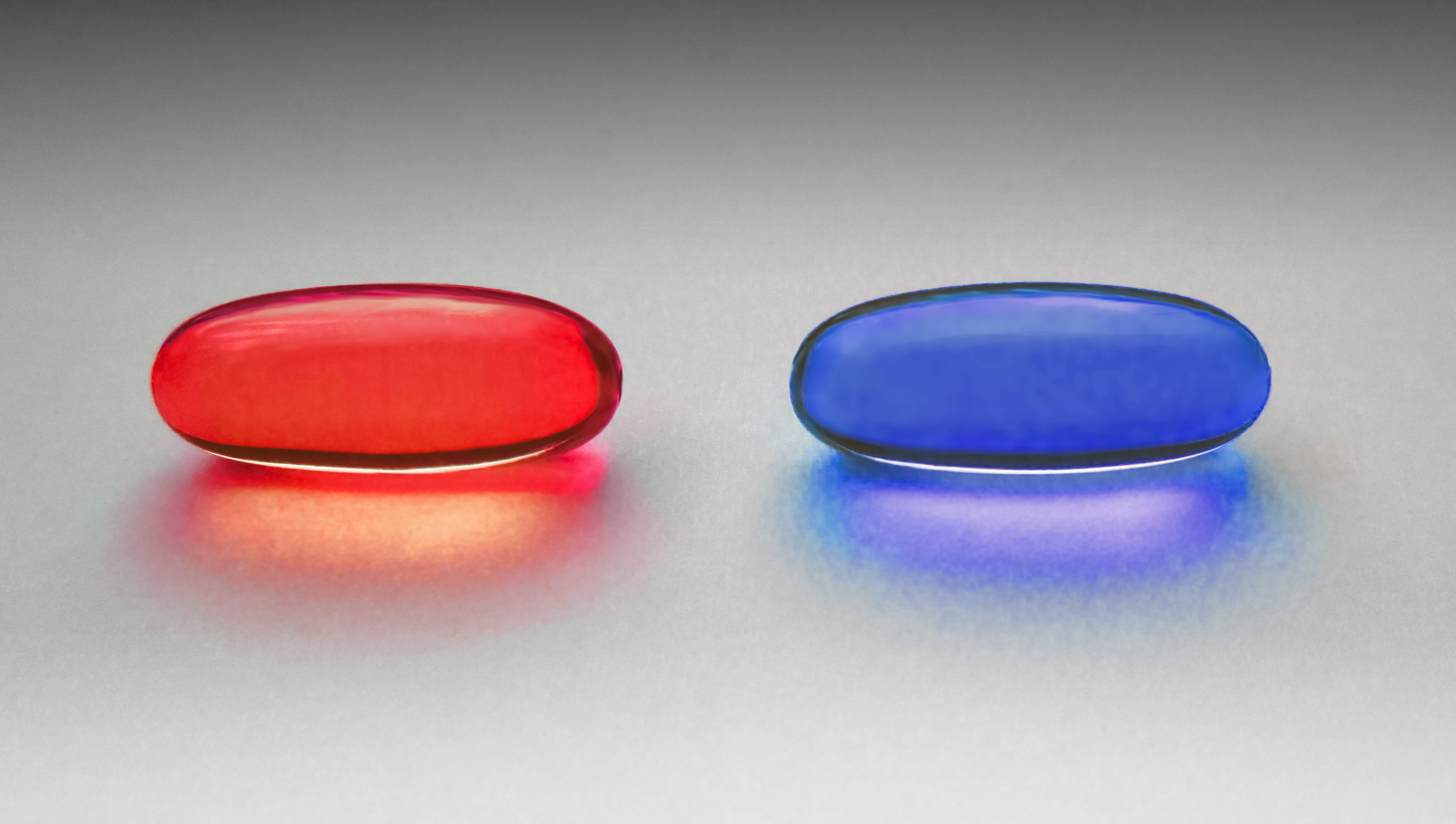
Червона і синя таблетки

Червона і синя таблетки — популярні символи вибору між болісною правдою реальності (червона таблетка) і блаженною невідомістю ілюзії (синя).
Ці терміни, популяризовані у культурі наукової фантастики, походять від фільму «Матриця» (1999). Головному персонажу фільму, Нео, пропонують вибір між червоною і синьою таблеткою. Синя таблетка дозволить залишитися у штучно створеній реальності Матриці, тобто жити «невідомістю ілюзії», тоді як червона таблетка призведе до втечі з Матриці у реальний світ, тобто в «правдиву реальність», попри те, що це жорсткіше, складніше життя.

## Походження
«Матриця» має відсилання на історичні міфи і філософію, на гностицизм, екзистенціалізм, нігілізм. Передумови фільму походять від Платонової алегорії про печеру, скептицизму та злих духів Рене Декарта, уявлень Канта про феномен та ноумен, Чжуан-цзи про метелика, концепції імітації дійсності та подумкового експерименту «мозок у колбі».

### Матриця
У Матриці до Нео (Кіану Рівз) доходять чутки про Матрицю і таємничого чоловіка на ім'я Морфей. Нео проводить ночі за комп'ютером, намагаючись дізнатися секрет Матриці і те, чим вона є. Врешті інший хакер, Триніті (Керрі-Енн Мосс), знайомить Нео з Морфеєм.
Морфей (Лоуренс Фішборн) пояснює Нео, що Матриця є ілюзорним світом, створеним, щоб перешкодити людям дізнатися, що вони є рабами зовнішнього впливу. Тримаючи у кожній руці по капсулі, він описує Нео вибір, що перед ним постає.
Синя таблетка дозволить залишитися у штучній реальності Матриці, червона ж слугує для визначення розташування тіла людини в реальному світі і «від'єднання» її від Матриці. Вибір між синьою і червоною таблетками незворотний.
Нео обирає червону таблетку і прокидається у реальному світі, і там його викидає з наповненої рідиною камери, де він лежав непритомний. Після порятунку й одужання на кораблі Морфея, Морфей показує Нео справжню природу Матриці: деталізовану симуляцію Землі наприкінці 20 століття (рік дії не вказано точно, але це приблизно двісті років по тому). Її створено, щоб утримувати розум людей у покорі, тоді як їхні тіла зберігають на величезних електростанціях, де тепло та біоенергія використовуються машинами, що поневолили людей.

### Гедель, Ешер, Бах
Дуглас Гофстедтер у книзі «Гедель, Ешер, Бах» (1979) вводить двох персонажів, що занурюються і виходять з двовимірного світу гравюр Ешера, п'ючи для цього з синього та червоного флаконів. Гофстедтер згадує про великий вплив Льюїса Керолла на цю книгу, флакони «увійти» і «вийти» є аналогією зілля «випий мене» і тістечка «з'їж мене» в «Аліса в Країні чудес», які її зменшували і збільшували. Матриця дуже чітко посилається на «Алісу в Країні чудес» фразами «білий кролик» та «вниз по кролячій норі».

### Згадати все
У фільмі «Згадати все» (1990) червону таблетку пропонують персонажеві Арнольда Шварцеггера, Дугласу Квейду: «це символ — твого бажання повернутися до реальності». Синьої таблетки у фільмі немає, а сюжет розгортається довкола невідомості, чи Квейд у сні, чи в реальному світі. Однак таблетку йому пропонують з твердженням, що Квейд таки снить, а таблетка поверне його до реальності, звучать слова «у своєму сні ти заснеш».